# Mónica García Gómez
Mónica García Gómez (Madrid, 16 de gener de 1974) és una anestesiòloga i política espanyola, actual Ministra de Sanitat del Govern d'Espanya des de novembre de 2023.
Va ser diputada de la desena legislatura de l'Assemblea de Madrid dins del Grup Parlamentari Podem Comunitat de Madrid. A l'onzena i a la dotzena legislatures ho va ser de Més Madrid.

## Trajectòria
Nascuda el 16 de gener de 1974 a Madrid, es va llicenciar en Medicina i Cirurgia per la Universitat Complutense de Madrid (UCM), especialitzant-se en anestesiologia; posteriorment es va doctorar en Gestió Clínica. García, que ha desenvolupat la seva carrera professional com a anestesista a l'Hospital 12 d'Octubre, va participar en les protestes de les marees blanques en defensa de la sanitat pública com a portaveu de l'Associació de Facultatius Especialistes de Madrid (AFEM).
Inclosa al número 26 de la llista de Podem per a les eleccions a l'Assemblea de Madrid de 2015 encapçalada per José Manuel López, va resultar escollida diputada de la desena legislatura del Parlament regional, passant a formar part del Grup Parlamentari de Podem Comunitat de Madrid. Al desembre de 2017, en virtut a una reestructuració del grup parlamentari, es va anunciar que García es convertiria en la presidenta del grup parlamentari en substitució de Marco Candela. També es va incorporar llavors al Consell de Coordinació de Podem Comunitat de Madrid.
Diputada afí al corrent de dins Podem liderada per Íñigo Errejón, al març de 2019 es va integrar en la llista d'aquest últim a les primàries de Més Madrid de cara a confeccionar la llista per a les eleccions a l'Assemblea de Madrid de 2019. Es va acomiadar de la legislatura recitant un poema en l'últim ple el 21 de març, commemorant el Dia Internacional de la Poesia.
El novembre de 2023 fou nomenada ministra de Sanitat del govern d'Espanya per Pedro Sánchez.